# Sevatheda Fynes
Sevatheda Fynes (née le 17 octobre 1974 dans les îles Abaco) est une athlète bahaméenne spécialiste du 100 mètres.

## Biographie
Sevatheda Fynes fait ses débuts sur la scène internationale à l'occasion des Championnats du monde d'athlétisme 1995 de Göteborg où elle est éliminée dès les séries du 100 m et en quart de finale du 200 m. L'année suivante, elle décroche la médaille d'argent du relais 4 × 100 m des Jeux olympiques d'Atlanta aux côtés de ses compatriotes Eldece Clarke, Chandra Sturrup et Pauline Davis. En 1997, la Bahaméenne remporte sa première médaille individuelle internationale en se classant troisième de la finale du 100 m des Championnats du monde d'Athènes en 11 s 03, derrière l'Américaine Marion Jones et l'Ukrainienne Zhanna Pintusevich.
En 1999, Fynes établit la meilleure performance de sa carrière sur 100 m en réalisant 10 s 91 (vent favorable de 1,1 m/s) lors du Meeting de Lausanne. Éliminée en demi-finale du 100 m des Championnats du monde de Séville, elle est membre de l'équipe des Bahamas (composée également de Chandra Sturrup, Pauline Davis-Thompson et Debbie Ferguson) qui remporte le titre mondial du relais 4 × 100 m avec le temps de 41 s 92. L'année suivante, la même équipe obtient la médaille d'or des Jeux olympiques de 2000 à Sydney en 41 s 95, devançant l'équipe de Jamaîque.

## Palmarès

### Jeux olympiques
- Jeux olympiques de 1996 à Atlanta
  -  Médaille d'argent du relais 4 × 100 mètres
- Jeux olympiques de 2000 à Sydney
  -  Médaille d'or du relais 4 × 100 mètres

### Championnats du monde
- Championnats du monde d'athlétisme de 1997 à Athènes :
  -  Médaille de bronze sur 100 m
- Championnats du monde d'athlétisme de 1999 à Séville :
  -  Médaille d'or du relais 4 × 100 m